# Tom Stock
Tom Stock ist ein ehemaliger US-amerikanischer Schwimmer.
Der Rücken- und Lagenschwimmer Stock schwamm 10 Weltrekorde.
Nach knapp zwei Monaten Leistungstraining an der Indiana University unter Trainer James Counsilman, schwamm er als erster Mensch die 200 Yards Rücken unter 2 Minuten. Während 4 Jahren, von 1960 bis 1964, hielt er den Weltrekord über 200 m Rücken und war in dieser Disziplin unschlagbar. Seine Glanzzeit begann gleich nach den Olympischen Spielen 1960 in Rom und endete kurz vor den Olympischen Spielen 1964 in Tokio. 1960 kam er nicht ins US-amerikanische Olympiateam, weil er nur Drittbester war. 1964 konnte er wegen einer längeren Krankheit nicht an den Olympischen Spielen teilnehmen.
1989 wurde er in die International Swimming Hall of Fame aufgenommen.